# Farley Vieira Rosa
Farley Vieira Rosa (Santo Antônio do Jacinto, 14 januari 1994) is een Braziliaans voetballer die doorgaans speelt als middenvelder. In februari 2025 verruilde hij Nantong Zhiyun voor Guangdong GZ-Power.

## Clubcarrière
Farley speelde vanaf 2005 drie jaar in de opleiding van Cruzeiro. Na die jaren maakte hij de overstap naar Sporting CP. Bij Sporting bleef de middenvelder vijf jaar, voor hij in 2013 een contract tot medio 2017 tekende bij Sebastopol. Zijn debuut als professioneel voetballer maakte de Braziliaan op 21 juli 2013, toen met 1–3 verloren werd van Sjachtar Donetsk door doelpunten van Fred, Luiz Adriano en Wellington Nem. Alleen Denys Kozjanov scoorde tegen. Farley begon als basisspeler aan het duel en werd een kwartier voor het einde gewisseld. De Braziliaanse middenvelder tekende op 31 augustus 2013 voor zijn eerste doelpunt. Op die dag won Sebastopol met 1–0 van Karpaty Lviv en hij tekende dus voor de enige treffer.
In 2014 keerde Farley terug naar Brazilië, waar hij tekende voor Monte Azul. Hij werd direct verhuurd aan Apollon Limasol. Voor die club speelde hij in het seizoen 2014/15 vierentwintig wedstrijden, waarin hij eenmaal scoorde. Het seizoen erna speelde Farley vijf wedstrijden en in de winterstop werd zijn verhuurperiode overgedaan aan AEK Larnaca, dat hem voor een half jaar overnam. In 2016 verkaste de Braziliaan naar Panetolikos. Twee jaar later liet hij de club achter zich. Hierop tekende hij bij Al-Ettifaq. Bij deze club speelde hij tot januari 2019. Atromitos werd medio 2019 zijn nieuwe werkgever.
In januari 2020 keerde de Braziliaan terug naar Panetolikos en een halfjaar later verkaste Farley naar Al-Fujairah. Begin 2021 trok het Israëlische Hapoel Beër Sjeva hem aan en in juli van dat jaar verkaste de Braziliaan transfervrij naar Hapoel Tel Aviv. Jinmen Tiger nam Farley in april 2022 over en in februari 2024 tekende hij voor Daejeon Hana Citizen, om in juni van dat jaar te verkassen naar Nantong Zhiyun en in februari 2025 naar Guangdong GZ-Power.

## Clubstatistieken
| Seizoen | Club                 | Competitie     | Competitie | Competitie | Beker | Beker | Internationaal | Internationaal | Totaal | Totaal |
| Seizoen | Club                 | Competitie     | Wed.       | Dlp.       | Wed.  | Dlp.  | Wed.           | Dlp.           | Wed.   | Dlp.   |
| ------- | -------------------- | -------------- | ---------- | ---------- | ----- | ----- | -------------- | -------------- | ------ | ------ |
| 2013/14 | Sebastopol           | Premjer Liha   | 22         | 1          | 1     | 0     | —              | —              | 23     | 1      |
| 2014/15 | Apollon Limasol      | A Divizion     | 24         | 1          | 2     | 0     | 3              | 1              | 29     | 2      |
| 2015/16 | Apollon Limasol      | A Divizion     | 5          | 0          | 0     | 0     | 4              | 1              | 9      | 1      |
| 2015/16 | AEK Larnaca          | A Divizion     | 14         | 0          | 5     | 1     | —              | —              | 19     | 1      |
| 2016/17 | Panetolikos          | Super League   | 20         | 3          | 3     | 2     | —              | —              | 23     | 5      |
| 2017/18 | Panetolikos          | Super League   | 29         | 6          | 5     | 1     | —              | —              | 34     | 7      |
| 2018/19 | Al-Ettifaq           | Premier League | 8          | 0          | 0     | 0     | —              | —              | 8      | 0      |
| 2019/20 | Atromitos            | Super League   | 14         | 0          | 0     | 0     | 4              | 0              | 18     | 0      |
| 2019/20 | Panetolikos          | Super League   | 14         | 3          | 3     | 0     | —              | —              | 17     | 3      |
| 2020/21 | Al-Fujairah          | UAE League     | 13         | 3          | 4     | 1     | —              | —              | 17     | 4      |
| 2020/21 | Hapoel Beër Sjeva    | Ligat Ha'Al    | 11         | 2          | 0     | 0     | —              | —              | 11     | 2      |
| 2021/22 | Hapoel Tel Aviv      | Ligat Ha'Al    | 21         | 4          | 5     | 0     | —              | —              | 26     | 4      |
| 2022    | Jinmen Tiger         | Super League   | 28         | 2          | 0     | 0     | —              | —              | 28     | 2      |
| 2023    | Jinmen Tiger         | Super League   | 29         | 8          | 2     | 0     | —              | —              | 31     | 8      |
| 2024    | Daejeon Hana Citizen | K League 1     | 7          | 1          | 0     | 0     | —              | —              | 7      | 1      |
| 2024    | Nantong Zhiyun       | Super League   | 14         | 1          | 0     | 0     | —              | —              | 14     | 1      |
| 2025    | Guangdong GZ-Power   | League One     | 0          | 0          | 0     | 0     | —              | —              | 0      | 0      |
| Totaal  | Totaal               | Totaal         | 273        | 35         | 30    | 5     | 17             | 4              | 320    | 44     |

Bijgewerkt op 1 maart 2025.